# تاریالان (خوفسگول)
شهرستان تاریالان (به زبان مغولی: Тариалан сум، [Tarialan sum]؛ ᠲᠠᠷᠢᠶᠠᠯᠠᠩ ᠰᠤᠮᠤ، [tariyalaŋ sumu]) یک شهرستان (سُوم) در مغولستان است که در استان خوفسگول واقع شده‌است.

## تقسیمات اداری
شهرستان تاریالان متشکل از ۷ قصبه (باغ) می‌باشد، شامل:
- آرتارخی (مغولی: Ар тархи баг، [Ar tarxi bag]؛ ᠠᠷᠤ ᠲᠠᠷᠢᠬᠢ ᠪᠠᠭ، [aru tariqi baɣ])
- بادراخ (مغولی: Бадрах баг، [Badrax bag]؛ ᠪᠠᠳᠠᠷᠠᠬᠤ ᠪᠠᠭ، [badaraqu baɣ])
- بایان‌خوشو (مغولی: Баян хошуу баг، [Bajan xošuu bag]؛ ᠪᠠᠶ᠋ᠠᠨ ᠬᠣᠰᠢᠭᠤ ᠪᠠᠭ، [bayan qošiɣu baɣ])
- تابان‌تولغوی (مغولی: Таван толгой баг، [Tavan tolgoj bag]؛ ᠲᠠᠪᠤᠨ ᠲᠣᠯᠤᠭᠠᠢ ᠪᠠᠭ، [tabun toluɣai baɣ])
- دابانی‌آر (مغولی: Давааны ар баг، [Davaany ar bag]؛ ᠳᠠᠪᠠᠭᠠᠨ ᠤ ᠠᠷᠤ ᠪᠠᠭ، [dabaɣan-u aru baɣ])
- سِلِنگه (مغولی: Сэлэнгэ баг، [Selenge bag]؛ ᠰᠡᠯᠡᠩᠭᠡ ᠪᠠᠭ، [seleŋge baɣ])
- ماندال (مغولی: Мандал баг، [Mandal bag]؛ ᠮᠠᠨᠳᠠᠯ ᠪᠠᠭ، [mandal baɣ])